# Almindelig agermåne
Almindelig agermåne (Agrimonia eupatoria) er en 30-80 cm høj flerårig urt med en opret vækst. Den findes især ved vejkanter og overdrev.

## Beskrivelse
Først dannes en roset af grundstillede blade, men allerede 2. år skyder de oprette stængler til vejrs med spredte, fjersnitdelte blade, der har ovale småblade og grovtakket rand. Oversiden er hårbeklædt og lyst græsgrøn, mens undersiden er en smule lysere og forsynet med grå hår.
Stænglerne bærer også de mange små, gule 5-tallige blomster. De sidder samlet ved enden af stænglen i en opret klase. 

Blomstringen sker i juli-august. Frugterne er børsteklædte nødder, som hæfter sig fast på pels eller tøj.
Rodnettet består af en kraftig pælerod og mange siderødder.

Højde x bredde og årlig tilvækst: 0,80 x 0,50 m (80 x 50 cm/år). Disse mål kan fx bruges til beregning af planteafstande, når arten anvendes som kulturplante.

## Voksested
Almindelig agermåne hører hjemme over det meste af Europa, hvor den findes på lysåbne steder eller i meget åben busk- og træbevoksning. Den trives bedst på humusrig og fugtig, men veldrænet, kalkrig bund. I Danmark er den almindelig på Øerne og i Østjylland og temmlig sjælden i Vest- og Nordjylland.
I vejgrøfter ved Fløjstrup syd for Århus findes den sammen med bl.a. draphavre, alm. gyldenris, alm. knopurt, merian, bakkestilkaks, korbær, prikbladet perikon, vild kørvel og vild løg
| Portal | Portal:Botanik |

## Note
1. ↑  Egne iagttagelser sommeren 2008. Sten Porse